# 涅姆達河 (皮日馬河支流)
涅姆達河是俄羅斯的河流，位於馬里埃爾共和國和基洛夫州，屬於皮日馬河的右支流，河道全長162公里，流域面積3,780平方公里，河流在11月中至4月中結冰。